# Amaldiçoados
Cursed (bra/prt: Amaldiçoados) é um filme americano de terror, dirigido por Wes Craven com roteiro de Kevin Williamson, os criadores de Pânico. Filmado em Los Angeles, Califórnia, o filme foi lançado em 7 de novembro de 2004 no American Film Market.[carece de fontes?]

## Sinopse
O enredo centra-se em três jovens adultos, que são atacados por um lobisomem solto em Los Angeles. Agora eles devem encontrar e matar o animal que os atacou para quebrar a maldição, ou sofrer um destino pior que a morte.

## Elenco
- Christina Ricci — Ellie
- Jesse Eisenberg — Jimmy
- Joshua Jackson — Jake
- Judy Greer — Joanie
- Mýa — Jenny Tate
- Shannon Elizabeth — Becky Morton
- Michael Rosenbaum — Kyle
- Kristina Anapau — Brooke
- Milo Ventimiglia — Bo
- Portia de Rossi — Zelda
- Michelle Krusiec — Debbie
- Scott Baio — Ele mesmo
- Craig Kilborn — Ele mesmo
- Lance Bass — Ele mesmo
- Solar — Zipper
- Bowling for Soup — Eles próprios

## Produção
O filme foi adiado por mais de um ano devido a problemas de produção e roteiro. Vários membros do elenco teve de ser substituído devido a conflitos com outros filmes.[carece de fontes?]
Quando a produção foi paralisada, muitos membros do elenco foram cortados, incluindo Skeet Ulrich, Mandy Moore, Omar Epps, Illeana Douglas, Heather Langenkamp, Scott Foley, Robert Forster e Corey Feldman. Alguns destes atores ainda filmaram cenas que foram eliminadas pelo diretor Wes Craven.[carece de fontes?]
O set utilizado para o colégio de Jimmy é Torrance High School, o mesmo utilizado para Sunnydale High em Buffy the Vampire Slayer e West Beverly High em Beverly Hills, 90210 e seu spin off 90210. A filmagem também aconteceu no colégio Verdugo Hills, em Los Angeles.

## Recepção
0 público pesquisado pelo CinemaScore deu ao filme uma nota média de "C–" em uma escala de A+ a F. 
No consenso do agregador de críticas Rotten Tomatoes diz: "Um enredo previsível e efeitos especiais bregas tornam Cursed uma experiência menos assustadora". Na pontuação onde a equipe do site categoriza as opiniões da grande mídia e da mídia independente apenas como positivas ou negativas, o filme tem um índice de aprovação de 15% calculado com base em 98 comentários dos críticos. Por comparação, com as mesmas opiniões sendo calculadas usando uma média aritmética ponderada, a nota alcançada é 3,7/10.
Em outro agregador, o Metacritic, que calcula as notas das opiniões usando somente uma média aritmética ponderada de determinados veículos de comunicação em maior parte da grande mídia, tem uma pontuação de 31/100, alcançada com base em 21 avaliações da imprensa anexadas no site, com a indicação de "revisões geralmente desfavoráveis".